# Nemzeti Kávépark
A Nemzeti Kávépark (spanyolul: Parque Nacional del Café) egy témapark Kolumbia Quindío megyéjében, ahol minden kulturális és szórakoztató jellegű elem a kávéval kapcsolatos. Évente több százezer turista látogatja.

## Leírás
A park Kolumbia középpontjától nyugatra, az Andok hegyláncai között húzódó úgynevezett kávétengely területén, Quindío megyében található, a megyeszékhelytől, Armeniától nagyjából 10 km távolságra. Közigazgatásilag Montenegro községhez tartozik.
A parkot 1995. február 24-én nyitották meg, alapítói a Kolumbiai Kávétermesztők Nemzeti Szövetsége és a Quindío Megyei Kávétermesztők Bizottsága voltak. Üzemeltetője A Kávékultúra Parkja Alapítvány. Kezdetben csak 6 attrakció kapott benne helyet, de 7–8 év alatt számuk 23-ra nőtt, és a későbbiekben is újabb beruházások történtek, a park egyre bővült annak ellenére, hogy 2001-ben majdnem be kellett zárni hatalmas adósság miatt.
Fő látnivalói és lehetőségei a következők:
- Interaktív kávémúzeum (2009-ben nyitották meg[3])
- Régészeti múzeum
- Zenés-táncos kávéshow
- Hullámvasút (vízi is)
- Szabadesés-torony
- Gokartpálya
- „A természet titka” nevű ház, ahol animatronikok mesélnek (főként gyerekeknek) a természetről
- Lovaglás
- Kisvasút
- Drótkötélpályás felvonók
- Kávéhajó
- Óriáskerék
- Gyermekjátékok
- Kilátótorony
- Kávészüret-szoborcsoport: a kávészedőket ábrázoló szobrok valódi kávénövények között helyezkednek el
- Tanösvény
- Indián temetők bemutatója
- Tájház
- Függőhíd
- Kápolna

## Képek

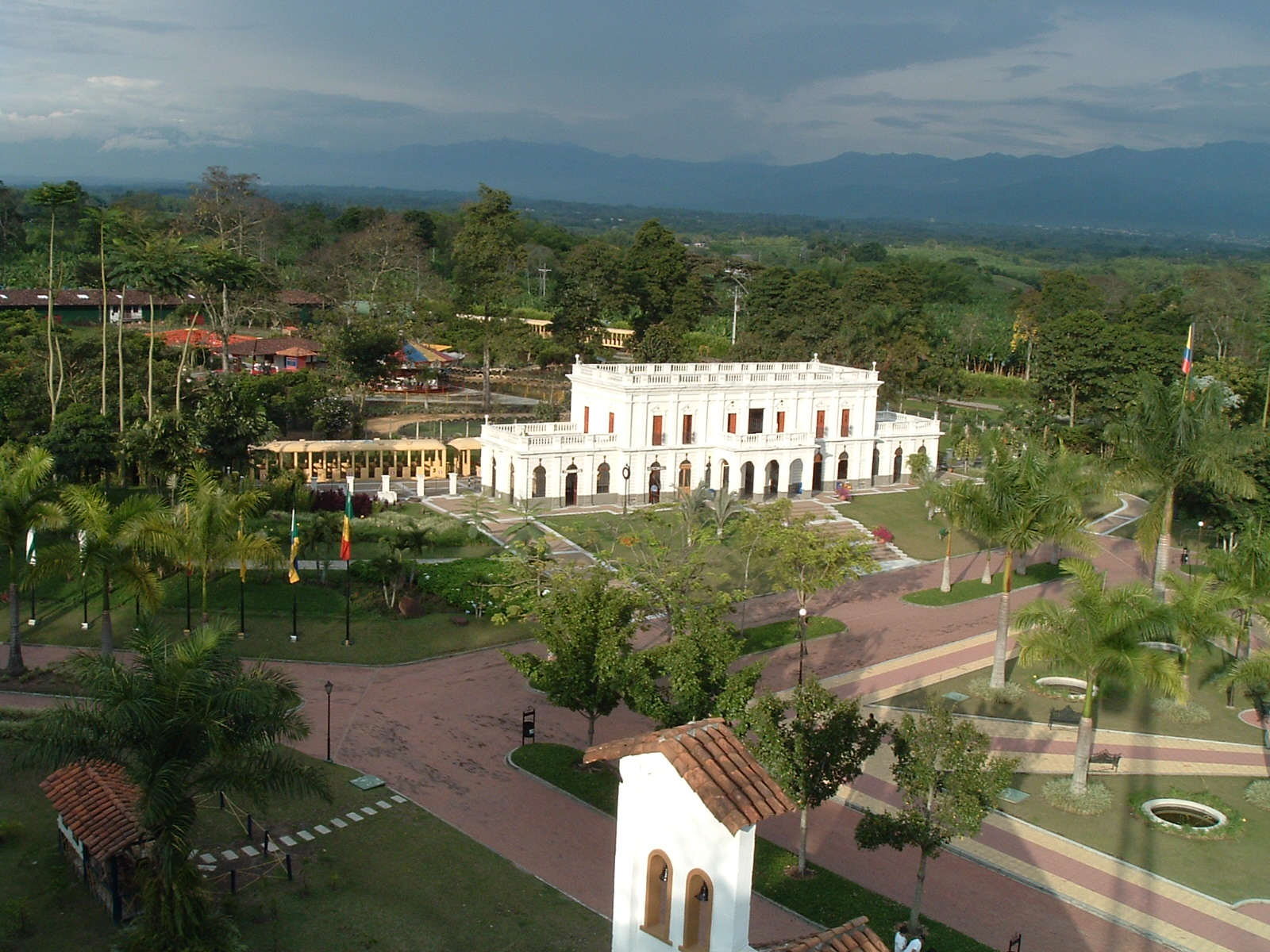
Látkép
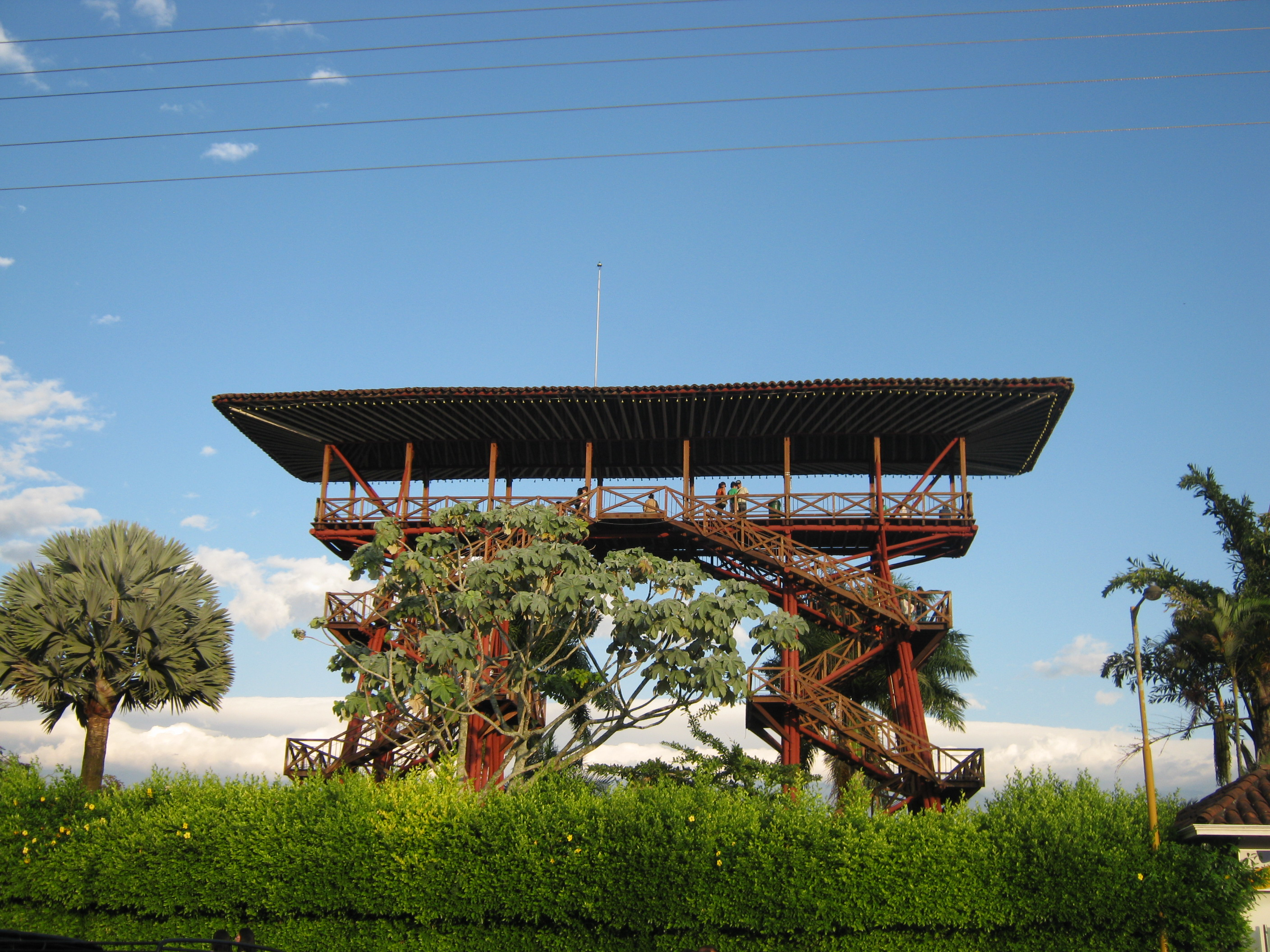
Kilátó
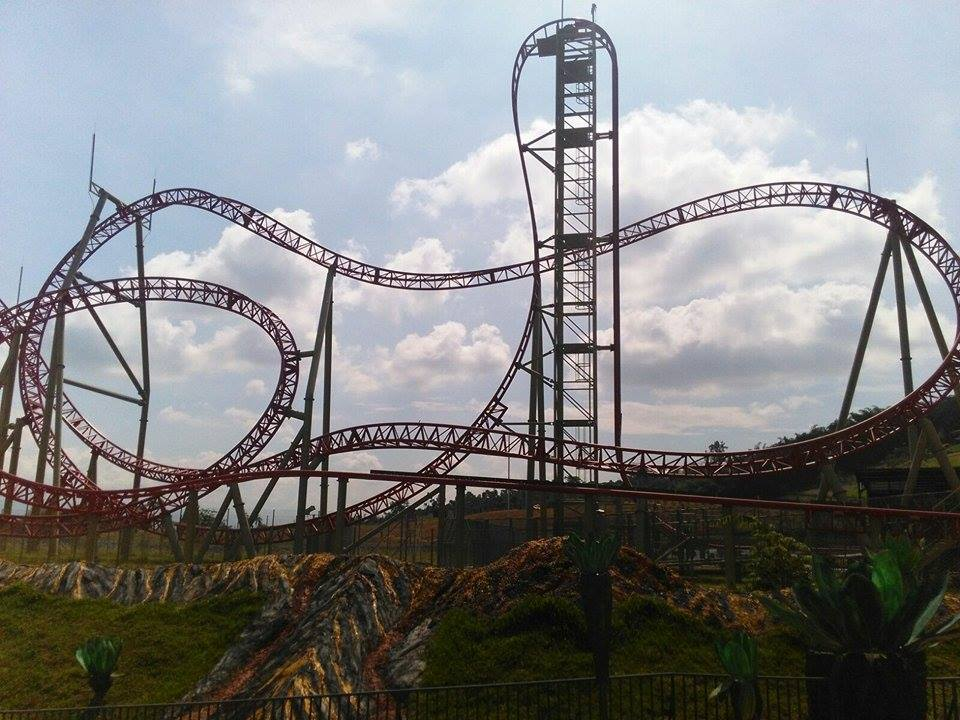
Hullámvasút
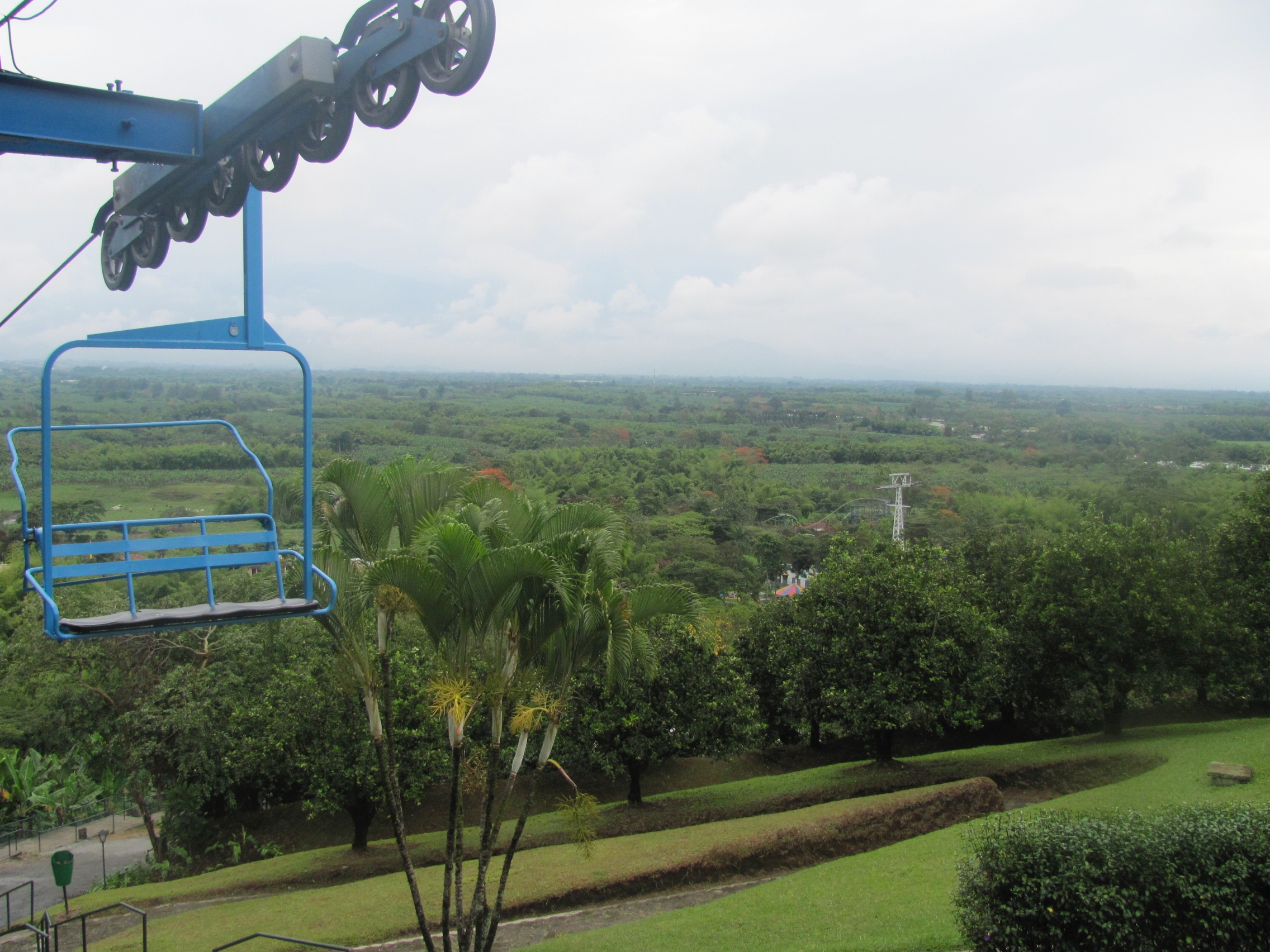
Libegő